# El Carrizal (södra Santa María Peñoles)
El Carrizal är en ort i Mexiko.   Den ligger i kommunen Santa María Peñoles och delstaten Oaxaca, i den sydöstra delen av landet, 400 km sydost om huvudstaden Mexico City. El Carrizal ligger 2 144 meter över havet och antalet invånare är 361.
Terrängen runt El Carrizal är lite bergig. Runt El Carrizal är det ganska glesbefolkat, med 29 invånare per kvadratkilometer. Närmaste större samhälle är San Miguel Peras, 5,3 km söder om El Carrizal. I omgivningarna runt El Carrizal växer i huvudsak blandskog.